# James Shigeta
James Shigeta (født 17. juni 1929 - død 28. juli 2014) var en japansk-amerikansk skuespiller. Han var bedst kendt som Joe Takagi i Die Hard fra (1988), og som stemmen bag General Li i Mulan fra (1998).